# Píldora de progestágeno solo
Las píldoras de progestágeno solo o píldoras de progestina sola (PPS) son píldoras anticonceptivas que contienen solamente progestágeno sintético (progestina) y no contienen estrógeno. Se conoce coloquialmente como la minipíldora.
Aunque dichas píldoras son a veces llamadas "píldoras de progesterona sola", estas en realidad no contienen progesterona, sino uno de los varios compuestos químicamente relacionados, de los cuales existen diversas formulaciones anticonceptivas. Se usa como alternativa para mujeres sensibles al estrógeno. 

## Mecanismo de acción
El mecanismo de acción de las píldoras de progestágeno solo depende de la actividad y la dosis del progestágeno usado.
- Los anticonceptivos de progestágeno solo de dosis muy bajas, tales como las píldoras de progestágeno solo tradicionales (e implantes subdérmicos Norplant y Jadelle y algunos dispositivos intrauterinos Jaydess, Mirena y Progestasert) inhiben la ovulación inconsistentemente en aproximadamente un 50% de los ciclos menstruales y están basados principalmente en su capacidad de hacer más grueso e impenetrable el moco cervical, reduciendo la posibilidad de penetración por un espermatozoide.

- Los anticonceptivos de progestágeno solo a dosis intermedias, tales como el implante subdérmico Cerazette (o el implante subdérmico Implanon), permiten cierto desarrollo folicular (parte de los pasos de la ovulación) pero inhiben más consistentemente la ovulación en un 97-99% de los ciclos. Ocurren los mismos cambios en el moco cervical que con los de dosis bajas.

- Los anticonceptivos de progestágeno solo a dosis elevadas, tales como los inyectables Depo-Provera y Noristerat, inhiben completamente el desarrollo folicular (véase más arriba) y la ovulación. Ocurren los mismos cambios en el moco cervical que con los de dosis intermedias y bajas

En aquellos ciclos anovulatorios usando anticonceptivos de progestágeno solo, el endometrio es delgado y atrófico. Si el endometrio fuese delgado y atrófico durante los ciclos ovulatorios, esto podría, en teoría, interferir con la implantación de un blastocisto (embrión).Ese mecanismo puede  contribuir a la eficacia de la contracepción

## Eficacia y efectividad

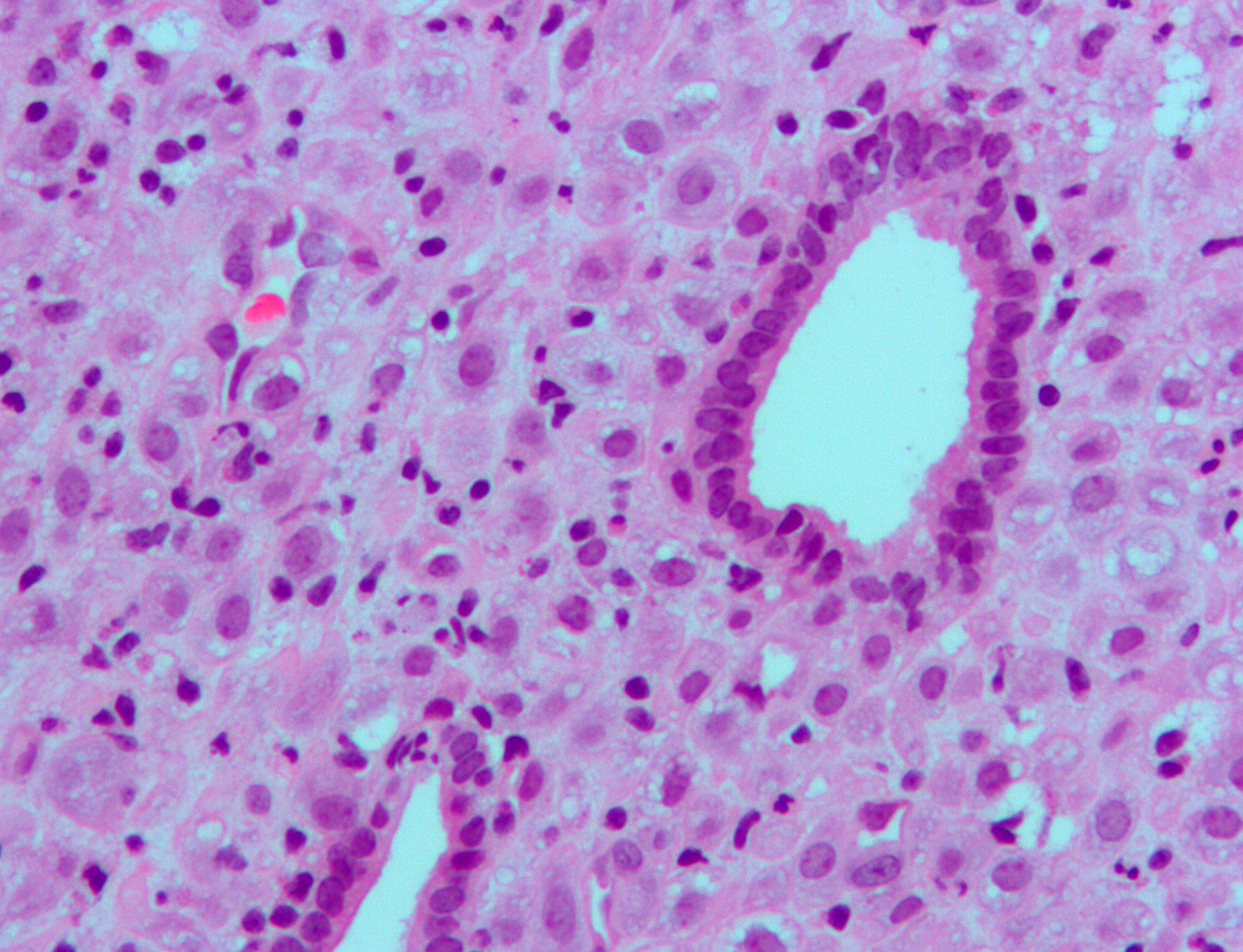
Micrografía mostrando la decidualization del endometrio (como también se ve en el embarazo) debido a la progesterona exógena. Tinción hematoxilina-eosina.

La efectividad teórica es similar al de la píldora anticonceptiva oral combinada (PAOC). Sin embargo, esta píldora se toma continuamente sin interrupciones entre paquetes, y las píldoras de progestágeno solo tradicionales deben tomarse en un tiempo mucho más estricto todos los días (dentro de 3 horas vs. las 12 horas de las PAOC). Sin embargo, en algunos países, la píldora de progestágeno solo 'Cerazette' tiene una ventana aprobada de 12 horas. La eficacia es, por lo tanto, dependiente del cumplimiento del usuario.
Las píldora de progestágeno solo no se ven afectadas por la flora bacteriana intestinal ni dependen de ella para su absorción, de modo que no son afectadas por un tratamiento con antibióticos. Sin embargo, se ven afectadas por episodios de diarrea y/o vómitos.

## Beneficios
Al carecer del estrógeno de las píldoras combinadas, las píldora de progestágeno solo no son asociadas con un incremento del riesgo de TVP o enfermedades cardiovasculares. Con el riesgo de coagulación disminuida, no están contraindicadas en pacientes con anemia de células falciformes. La píldora de progestágeno solo es recomendada por sobre las píldoras combinadas en mujeres lactantes debido a que la minipíldora no afecta la producción de leche (el estrógeno reduce la cantidad de leche materna). Al igual que las píldoras combinadas, la minipíldora reduce la probabilidad de la enfermedad pélvica inflamatoria.
No está claro si la minipíldora proporciona protección contra el cáncer de endometrio y cáncer de ovario en la medida en que lo hace la píldora anticonceptiva oral combinada (PAOC).

## Efectos secundarios
- Sin interrupción en la dosis, el flujo menstrual no ocurre inicialmente en momentos predecibles. La mayoría de las mujeres tienden a establecer, a lo largo de unos meses, un sangrado ligero a intervalos aproximadamente regulares.
- Podría causar mastalgia (sensibilidad en los senos) y oscilaciones de humor.
- El aumento de peso es menos frecuente que con la PAOC.
- Algunas mujeres podrían experimentar dolor abdominal y sangrado abundante.

Hay menos complicaciones graves que con la PAOC.

## Riesgo de cáncer de mama
La evidencia epidemiológica de la minipíldora y el cáncer de mama se basa en poblaciones mucho más pequeñas de usuarios y por lo tanto es menos concluyente que la de la PAOC.
En el más grande (1996) reanálisis de los estudios previos de los anticonceptivos hormonales y el riesgo de cáncer de mama, menos del 1% eran usuarios de la minipíldora. Usuarios actuales o recientes de la minipíldora tenían un riesgo relativo de diagnóstico de cáncer de mama ligeramente aumentado (RR 1,17) que apenas terminó no siendo estadísticamente significativo. El riesgo relativo fue similar al encontrado para usuarios actuales o recientes de la PAOC (RR 1,16), y, como con las PAOC, el incremento del riesgo relativo disminuyó con el tiempo después de parar, desapareció después de 10 años, y era consistente con ser debido a un diagnóstico previo o promover el crecimiento de un cáncer preexistente.
La evaluación IARC más reciente (1999) de los anticonceptivos hormonales de progestágeno solo revisó el reanálisis de 1996, como también 4 estudios de control de casos de usuarios de la minipíldora incluidos en el reanálisis. Ellos concluyeron que: "En general, no hubo evidencia de un riesgo incrementado de cáncer de mama".
Las recientes preocupaciones sobre la contribución de los progestágenos en el aumento del riesgo de cáncer de mama asociado con las terapias de sustitución hormonal en mujeres posmenopáusica como se encontraron en los ensayos del WHI no se han extendido al uso de los anticonceptivos de progestágeno solo en mujeres premenopáusicas.